# Rhinella spinulosa
Espèce
Statut de conservation UICN

 LC  : Préoccupation mineure
Rhinella spinulosa est une espèce d'amphibiens de la famille des Bufonidae.

## Répartition

Distribution

Cette espèce se rencontre jusqu'à 5 100 m d'altitude dans la cordillère des Andes  :
- au Chili ;
- dans l'ouest de la Bolivie ;
- dans le sud du Pérou dans les régions de Puno, de Cuzco, de Junín et de Huánuco ;
- dans l'ouest de l'Argentine.

## Publication originale
- Wiegmann, 1834 : Amphibien. Reise um die erde ausgeführt auf dem Königlich preussischen seehandlungs-schiffe Prinzess Louise, commandirt von captain W. Wendt, in den jahren 1830, 1831 und 1832, vol. vol. 3, p. 433-522.

## Liste des synonymes

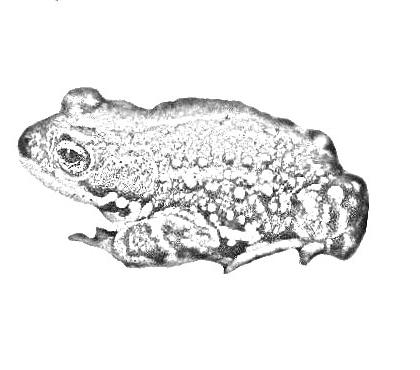
Rhinella spinulosa

Cette espèce admet de nombreux synonymes :
- Bufo spinulosus Wiegmann, 1834
- Phryniscus nigricans Wiegmann, 1834
- Chaunus formosus Tschudi, 1838
- Bufo trifolium Tschudi, 1845
- Bufo lineo-maculatus Guichenot, 1848
- Bufo lugubrosus Girard, 1853
- Bufo simus Schmidt, 1857
- Phryniscus guttatus Philippi in Philippi & Landbeck
- Bufo luteus Weyenbergh, 1876
- Bufo spinulosus var. aspera Werner, 1898 "1897"
- Bufo spinulosus var. ornata Werner, 1898 "1897"
- Bufo ventralis Philippi, 1899
- Aruncus valdivianus Philippi, 1902
- Phryniscus monticola Philippi, 1902
- Phryniscus carbonarius Philippi, 1902
- Phryniscus pictus Philippi, 1902
- Phryniscus alacer Philippi, 1902
- Phryniscus sexmaculatus Philippi, 1902
- Phryniscus asper Philippi, 1902
- Bufo papillosus Philippi, 1902
- Ceratophrys araucanus Philippi, 1902
- Bufo spinulosus var. arapensis Andersson, 1908
- Telmatobius halli edentatus Capurro-S., 1955
- Bufo spinulosus flavolineatus Vellard, 1959
- Bufo spinulosus altiperuvianus Gallardo, 1961